# Swe Zin Htet
Swe Zin Htet (birmano: ဆွေဇင်ထက် ; nacida el 16 de noviembre de 1999) es una modelo y reina de belleza birmana. Fue coronada como Miss Universo Myanmar 2019. Como Miss Universo Myanmar, representó a Myanmar en la competencia Miss Universo 2019. Había comenzado previamente su carrera en concursos de belleza después de ganar Miss Supranacional Myanmar 2016; se colocó en el Top 10 y ganó el título de Miss Simpatía en Miss Supranacional 2016.

## Vida personal
En noviembre de 2019, se declaró abiertamente lesbiana, y más tarde ese año se convirtió en la primera concursante en ser abiertamente lesbiana en competir en Miss Universo. Patricia Yurena de España compitió en Miss Universo 2013, pero no salió hasta después de la competencia.

### Miss Universo 2019
Representó a Myanmar en la competencia Miss Universe 2019. Al final del evento, siendo la primera participante lesbiana que participa en este certamen.